# Caravaggio (cráter)
Caravaggio es un cráter de impacto de 185 km de diámetro del planeta Mercurio. Debe su nombre al pintor italiano  Caravaggio (1571-1610.), y su nombre fue aprobado por la  Unión Astronómica Internacional en 2013.